# Alina Horobeć
Alina Wasyliwna Horobeć, ukr. Аліна Василівна Горобець (ur. 9 lutego 1985 w miasteczku Kociubynśke, w obwodzie kijowskim) – ukraińska futsalistka, grająca na pozycji napastnika, trener piłkarski.

## Kariera piłkarska
Wychowanka miejscowego klubu Biłyczanka Kociubynśke, do którego zapisała się w wieku 8 lat. Pierwszy trener Wołodymyr Kołok. W 1996 roku jako zawodniczka Biłyczanki zdobyła mistrzostwo Ukrainy wśród dziewcząt 1982 roku urodzenia. W 1998 zawodniczka rozpoczęła karierę w futsalu w podstawowym składzie Biłyczanki. Podczas nauki w 11 klasie Szkoły Średniej główny trener Biłyczanki Wołodymyr Kołok poprosił o prowadzenie treningu zamiast niego, po czym dziewczyna zaczęła łączyć karierę piłkarską ze stanowiskiem trenera w miejscowej Szkole Sportowej. W 2002 po ukończeniu Szkoły Średniej rozpoczęła studia w Narodowym Uniwersytetem Pedagogicznym w Kijowie, zdobywając dyplom trenera w 2007 roku.
W 2009 roku zawodniczka strzeliła 80 goli we wszystkich turniejach jako futsalistka Biłychanki-NPU i reprezentacji Ukrainy, oddając 57 asyst i otrzymała tytuł najlepszej futsalistki na świecie.
Stale otrzymywała oferty przeniesienia się do zagranicznych klubów, głównie z Rosji, ale pozostała wierna rodzimemu klubowi. Dopiero w sierpniu 2011, po 18 lat spędzonym w Biłychance, zgodziła się na przejście do klubu Łaguna-UOR Penza.
W 2015 roku doznała poważnej kontuzji, po której musiała przejść operację i rehabilitację, więc latem tego samego roku opuściła rosyjski klub, wróciła na Ukrainę i zakończyła karierę zawodniczą.

## Kariera reprezentacyjna
W 2007 debiutowała w barwach narodowej reprezentacji Ukrainy w futsalu. Wieloletnia reprezentantka Ukrainy, barwy której broniła do 2013, strzelając 14 goli w 29 meczach.

## Kariera trenerska
W 2016 rozpoczęła karierę szkoleniowca. W pierwszym sezonie 2016/17 na czele rodzimego klubu Biłyczanka zdobyła czwarte miejsce, a w sezonie 2017/18 zdobyła wicemistrzostwo Pierwszej ligi.

## Sukcesy i odznaczenia

### Sukcesy piłkarskie
reprezentacja Ukrainy w futsalu
- zwycięzca turnieju międzynarodowego "Dień Pobiedy" (Moskwa, Rosja): 2010
- wicemistrz turnieju międzynarodowego "Dień Pobiedy" (Moskwa, Rosja): 2013
- brązowy medalista turnieju międzynarodowego "Dień Pobiedy" (Moskwa, Rosja): 2011
- brązowy medalista turnieju międzynarodowego w m. Mor, Węgry: 2011
- uczestnik mistrzostw świata: 2012, 2013

Biłyczanka/Biłyczanka-NPU
- mistrz Ukrainy (5x): 2003/04, 2007/08, 2008/09, 2009/10, 2010/11
- wicemistrz Ukrainy (2x): 2004/05, 2006/07
- brązowy medalista mistrzostw Ukrainy (3x): 1999/00, 2000/01, 2002/03
- zdobywca Pucharu Ukrainy (6x): 2002, 2004, 2008, 2009, 2010, 2011
- finalista Pucharu Ukrainy (2x): 1999/00, 2000/01
- zwycięzca turnieju międzynarodowego Pucharu Eurazji (2x): 2004, 2007
- zwycięzca turnieju międzynarodowego Thelena Cup, Węgry (2x): 2008, 2009
- zwycięzca turnieju międzynarodowego Hétkúti kupa, Węgry: 2010
- zwycięzca turnieju międzynarodowego Six Nation Cup, Węgry: 2010
- niejednokrotna zwycięzca mistrzostw Ukrainy wśród dziewcząt 1982-83, 1983-84, 1984-85, 1985-86 r.ur.

Łaguna-UOR Penza
- mistrz Rosji (3x): 2011/12, 2012/13, 2014/15
- wicemistrz Rosji: 2013/14
- zdobywca Pucharu Rosji (4x): 2011/12, 2012/13, 2013/14, 2014/15
- zwycięzca turnieju międzynarodowego European Futsal Women’s Cup Winners Cup (Mediolan, Włochy): 2012
- zwycięzca turnieju międzynarodowego Karshi-CUP (Karszy, Uzbekistan): 2011

### Sukcesy trenerskie
Biłyczanka
- wicemistrz Pierwszej ligi Ukrainy: 2017/18

### Sukcesy indywidualne
- na liście 15 najlepszych futsalistów Ukrainy: 2002/03, 2004/05
- na liście 18 najlepszych futsalistów Ukrainy: 2000/01
- najlepsza futsalistka świata: 2009
- na liście 10 najlepszych futsalistek świata: 7. miejsce (2012)
- królowa strzelców mistrzostw Ukrainy (2x): 2009/10 (36 goli), 2010/11 (24 goli)
- królowa strzelców mistrzostw Rosji: 2011/12 (26 goli)
- królowa strzelców mistrzostw Pucharu Rosji (2x): 2013/14 (5 goli), 2014/15 (7 goli)
- najlepsza futsalistka turnieju międzynarodowego Futsal Women's Cup Winners' Cup: 2012
- królowa strzelców turnieju międzynarodowego Thelena Cup (Węgry): 2008
- królowa strzelców turnieju międzynarodowego "Dień Pobiedy" (Moskwa, Rosja): 2010 (4 gole)
- najlepszy napastnik klubu Biłyczanka-NPU: 2009
- rekordzista klubu Biłyczanka-NPU: w ilości rozegranych meczów, strzelonych bramek oraz asyst.